# Liste der Kulturdenkmale in Rüsseina
In der Liste der Kulturdenkmale in Rüsseina sind die Kulturdenkmale des Nossener Ortsteils Rüsseina verzeichnet, die bis Juni 2021 vom Landesamt für Denkmalpflege Sachsen erfasst wurden (ohne archäologische Kulturdenkmale). Die Anmerkungen sind zu beachten.
Diese Aufzählung ist eine Teilmenge der Liste der Kulturdenkmale in Nossen.

## Rüsseina
| Bild           | Bezeichnung | Lage                                       | Datierung | Beschreibung | ID       |
| -------------- | --- | ------------------------------------------ | --- | --- | -------- |
| Weitere Bilder | Wegestein | (Gemarkung Klessig, Flurstück 204) (Karte) | 19. Jahrhundert | Verkehrsgeschichtlich von Bedeutung | 09268360 |
| Weitere Bilder | Spritzenhaus und Friedhofsmauer | Kirchbergstraße (Karte)                    | Bezeichnet mit 1776 | An die Stützmauer des Friedhofs angelehntes, kleines Spritzenhaus des 18. Jahrhunderts, ortsgeschichtlich von Bedeutung | 09304464 |
| Weitere Bilder | Wohnhaus | Kirchbergstraße 2 (Karte)                  | Um 1840 | Ortsbildprägender Putzbau mit Dachhäuschen, am Kirchhof gelegen, ortsgeschichtlich und baugeschichtlich von Bedeutung. Ecklisenen, rundbogiger Eingang, Dachhäuser. | 09268324 |
| Weitere Bilder | Wohnstallhaus, Stallgebäude (mit Kumthalle) und Seitengebäude (Torhaus) eines Vierseithofes | Kirchbergstraße 6 (Karte)                  | Bezeichnet mit 1842 (Wohnstallhaus); bezeichnet mit 1843 (Torhaus)                                                              | Alle Gebäude Fachwerk, weitgehend geschlossen erhaltener Bauernhof in landschaftstypischer Ausprägung, baugeschichtlich und wirtschaftsgeschichtlich von Bedeutung. - Wohnstallhaus: Fachwerk massiv untersetzt - Wirtschaftsgebäude: Fachwerk massiv untersetzt, Kumthalle - Torhaus: Fachwerk massiv untersetzt | 09268327 |
| Weitere Bilder | Pfarrhaus (mit Tiefenkeller unter dem Treppenaufgang) und Einfriedungsmauer des Pfarrhofes | Kirchbergstraße 8 (Karte)                  | Bezeichnet mit 1819, älterer Kern                                                                                               | Stattliches, ortsbildprägendes Gebäude, schlichter Putzbau, Krüppelwalmdach mit Fledermausgaupen, schönes Eingangsportal, baugeschichtlich und ortsgeschichtlich von Bedeutung | 09268328 |
| Weitere Bilder | Wohnstallhaus eines ehemaligen Dreiseithofes | Kirchbergstraße 17 (Karte)                 | Ende 18. Jahrhundert | Obergeschoss Fachwerk, teilweise auch Erdgeschoss in Fachwerk (Seltenheitswert), baugeschichtlich von Bedeutung. Fachwerk zum Teil massiv untersetzt, Stallteil ohne Gewölbe, nur mit Balkendecke. | 09268326 |
| Weitere Bilder | Wohnhaus | Kirchbergstraße 27 (Karte)                 | 18. Jahrhundert | Wohl eines der ältesten Fachwerkhäuser im Ort, charakteristischer ländlicher Bau seiner Zeit, baugeschichtlich von Bedeutung | 09305176 |
| Weitere Bilder | Kirche (mit Ausstattung) sowie Kirchhof mit Einfriedungsmauer und Torpfeilern sowie drei Grabanlagen neben dem Kirchhofstor, Denkmal für die Gefallenen des Deutsch-französischen Krieges und Kriegerdenkmal für die Gefallenen des Ersten Weltkrieges | Kirchgasse 1 (Karte)                       | Bezeichnet mit 1786 (Kirche); um 1786 (Chorgestühl und Empore); 1788 (zwei Rokokoleuchter); 1886 (Putzdecke mit Ornamentrahmen) | Große barocke Saalkirche (mit Emporen im Innern) und älterem Westturm (dieser mit markantem Dachreiter), Sakralbau von großer Fernwirkung, baugeschichtlich, ortsgeschichtlich und landschaftsgestaltend von Bedeutung, über einem Eingang bezeichnet mit MDCCLXXXVI (= 1786). - Der Bedeutung der Kirchfahrt als Urpfarrei entsprechender stattlicher Saalbau, 1782–86 errichtet, eine der größten Dorfkirchen Sachsens. Von einem mittelalterlichen Vorgängerbau der Ostturm des 13. oder 14. Jahrhundert, wohl ein Chorturm, als Westturm des Neubaus von 1786 adoptiert. Innenrestaurierung 1886, Außenrestaurierung 1995/96. Putzbau mit mächtigem, die Turmhaube erreichenden Satteldach von großer Fernwirkung, im Osten abgewalmt, mit Fledermausgaupen, einem großen und einem kleinen Stichbogenfenster je Achse übereinander, mit Sandsteingewänden, Eingangsportale im Süden und Norden, das südwestliche bezeichnet mit 1782 (Dehio Sachsen Bd I, 1996). - Sakristei im Osten. Turm mit Stützpfeilern und Westeingang, in den oberen Teilen zum Teil Fachwerk, die Giebel des Satteldaches mit Schaft- und Gesimsgliederungen 1583, der bekrönende Dachreiter wohl um 1786. - Großer Saal für 1300 Personen, flache Putzdecke mit gemaltem Ornamentenrahmen von 1886, zweigeschossige nördliche und südliche Holzemporen, um 1786, unter ihren östlichen Köpfen verglaste Betstuben. Konvex ausgreifende Orgelempore mit Balusterbrüstung, wohl 1886. Im Altarraum vier farbige ornamentale Glasfenster, 1886. - Kanzelaltar, um 1786, Korn- und Schalldeckel zwischen je zwei korinthischen Säulen, darüber Sprenggiebel, hell marmorierte Fassung 1886, Altartisch in Sandstein und Altargitter um 1786, zwei Rokokoleuchter 1788. - Neugotische Taufe, Gusseisen. - Gestühl, um 1786, mit Gesangbuchkästchen, maseriert 1886. - Orgelprospekt in Renaissanceformen und Jehmlich-Orgel 1871. - Im großen Friedhof Folgen von Gruftanlagen von Gutsbesitzern meist aus dem 4. Viertel des 19. Jahrhunderts. | 09268323 |

## Tabellenlegende
- Bild: Bild des Kulturdenkmals, ggf. zusätzlich mit einem Link zu weiteren Fotos des Kulturdenkmals im Medienarchiv Wikimedia Commons. Wenn man auf das Kamerasymbol klickt, können Fotos zu Kulturdenkmalen aus dieser Liste hochgeladen werden:
- Bezeichnung: Denkmalgeschützte Objekte und ggf. Bauwerksname des Kulturdenkmals
- Lage: Straßenname und Hausnummer oder Flurstücknummer des Kulturdenkmals. Die Grundsortierung der Liste erfolgt nach dieser Adresse. Der Link (Karte) führt zu verschiedenen Kartendiensten mit der Position des Kulturdenkmals. Fehlt dieser Link, wurden die Koordinaten noch nicht eingetragen. Sind diese bekannt, können sie über ein Tool mit einer Kartenansicht einfach nachgetragen werden. In dieser Kartenansicht sind Kulturdenkmale ohne Koordinaten mit einem roten bzw. orangen Marker dargestellt und können durch Verschieben auf die richtige Position in der Karte mit Koordinaten versehen werden. Kulturdenkmale ohne Bild sind an einem blauen bzw. roten Marker erkennbar.
- Datierung: Baubeginn, Fertigstellung, Datum der Erstnennung oder grobe zeitliche Einordnung entsprechend des Eintrags in der sächsischen Denkmaldatenbank
- Beschreibung: Kurzcharakteristik des Kulturdenkmals entsprechend des Eintrags in der sächsischen Denkmaldatenbank, ggf. ergänzt durch die dort nur selten veröffentlichten Erfassungstexte oder zusätzliche Informationen
- ID: Vom Landesamt für Denkmalpflege Sachsen vergebene, das Kulturdenkmal eindeutig identifizierende Objekt-Nummer. Der Link führt zum PDF-Denkmaldokument des Landesamtes für Denkmalpflege Sachsen. Bei ehemaligen Kulturdenkmalen können die Objektnummern unbekannt sein und deshalb fehlen bzw. die Links von aus der Datenbank entfernten Objektnummern ins Leere führen. Ein ggf. vorhandenes Icon  führt zu den Angaben des Kulturdenkmals bei Wikidata.